# Электромагнитный тензор энергии-импульса
В релятивистской физике электромагнитный тензор энергии-импульса является вкладом в тензор энергии-импульса обусловленный электромагнитным полем.  Тензор энергии-импульса описывает поток энергии и импульса в пространстве-времени. Электромагнитный тензор энергии-импульса содержит отрицательное значение классического тензора напряжений Максвелла, который регулирует электромагнитные взаимодействия.

## Определение

### В единицах СИ
В свободном пространстве и плоском пространстве-времени тензор электромагнитной энергии-импульса в единицах СИ равен 
{\displaystyle T^{\mu \nu }={\frac {1}{\mu _{0}}}\left[F^{\mu \alpha }F^{\nu }{}_{\alpha }-{\frac {1}{4}}\eta ^{\mu \nu }F_{\alpha \beta }F^{\alpha \beta }\right].}
где {\displaystyle F^{\mu \nu }} – электромагнитный тензор и где {\displaystyle \eta _{\mu \nu }} есть метрический тензор Минковского метрической сигнатуры (− + + +). При использовании метрики с сигнатурой (+ − − −) выражение справа от знака равенства будет иметь противоположный знак.
Явно в матричной форме:
{\displaystyle T^{\mu \nu }={\begin{bmatrix}{\frac {1}{2}}\left(\epsilon _{0}E^{2}+{\frac {1}{\mu _{0}}}B^{2}\right)&{\frac {1}{c}}S_{\text{x}}&{\frac {1}{c}}S_{\text{y}}&{\frac {1}{c}}S_{\text{z}}\\{\frac {1}{c}}S_{\text{x}}&-\sigma _{\text{xx}}&-\sigma _{\text{xy}}&-\sigma _{\text{xz}}\\{\frac {1}{c}}S_{\text{y}}&-\sigma _{\text{yx}}&-\sigma _{\text{yy}}&-\sigma _{\text{yz}}\\{\frac {1}{c}}S_{\text{z}}&-\sigma _{\text{zx}}&-\sigma _{\text{zy}}&-\sigma _{\text{zz}}\end{bmatrix}},}
где
{\displaystyle \mathbf {S} ={\frac {1}{\mu _{0}}}\mathbf {E} \times \mathbf {B} }
— вектор Пойнтинга,
{\displaystyle \sigma _{ij}=\epsilon _{0}E_{i}E_{j}+{\frac {1}{\mu _{0}}}B_{i}B_{j}-{\frac {1}{2}}\left(\epsilon _{0}E^{2}+{\frac {1}{\mu _{0}}}B^{2}\right)\delta _{ij}}
– тензор напряжений Максвелла, c – скорость света. Таким образом, {\displaystyle T^{\mu \nu }} выражается и измеряется в единицах давления СИ (паскалях).

### Условные обозначения единиц СГС
Диэлектрическая проницаемость свободного пространства и магнитная проницаемость свободного пространства в единицах СГС-Гаусса равны
{\displaystyle \epsilon _{0}={\frac {1}{4\pi }},\quad \mu _{0}=4\pi ,}
тогда:
{\displaystyle T^{\mu \nu }={\frac {1}{4\pi }}\left[F^{\mu \alpha }F^{\nu }{}_{\alpha }-{\frac {1}{4}}\eta ^{\mu \nu }F_{\alpha \beta }F^{\alpha \beta }\right].}
и в явной матричной форме:
{\displaystyle T^{\mu \nu }={\begin{bmatrix}{\frac {1}{8\pi }}\left(E^{2}+B^{2}\right)&{\frac {1}{c}}S_{\text{x}}&{\frac {1}{c}}S_{\text{y}}&{\frac {1}{c}}S_{\text{z}}\\{\frac {1}{c}}S_{\text{x}}&-\sigma _{\text{xx}}&-\sigma _{\text{xy}}&-\sigma _{\text{xz}}\\{\frac {1}{c}}S_{\text{y}}&-\sigma _{\text{yx}}&-\sigma _{\text{yy}}&-\sigma _{\text{yz}}\\{\frac {1}{c}}S_{\text{z}}&-\sigma _{\text{zx}}&-\sigma _{\text{zy}}&-\sigma _{\text{zz}}\end{bmatrix}},}
где вектор Пойнтинга принимает вид:
{\displaystyle \mathbf {S} ={\frac {c}{4\pi }}\mathbf {E} \times \mathbf {B} .}
Тензор энергии-импульса для электромагнитного поля в диэлектрической среде менее изучен и является предметом неразрешенного спора Абрахама-Минковского.
Элемент {\displaystyle T^{\mu \nu }\!} тензора энергии-импульса представляет собой поток µ-й компоненты четырёхимпульса электромагнитного поля, {\displaystyle P^{\mu }\!}, проходящий через гиперплоскость ({\displaystyle x^{\nu }} является постоянным). Он представляет собой вклад электромагнетизма в источник гравитационного поля (искривление пространства-времени) в общей теории относительности.

## Алгебраические свойства
Электромагнитный тензор энергии-импульса обладает несколькими алгебраическими свойствами:
- Он является симметричным тензором:{\displaystyle T^{\mu \nu }=T^{\nu \mu }}

- Тензор {\displaystyle T^{\nu }{}_{\alpha }} бесследен:{\displaystyle T^{\alpha }{}_{\alpha }=0}

Начиная с {\displaystyle T_{\mu }^{\mu }=\eta _{\mu \nu }T^{\mu \nu },}
используем явную форму тензора,
{\displaystyle T_{\mu }^{\mu }={\frac {1}{4\pi }}\left[\eta _{\mu \nu }F^{\mu \alpha }F^{\nu }{}_{\alpha }-\eta _{\mu \nu }\eta ^{\mu \nu }{\frac {1}{4}}F^{\alpha \beta }F_{\alpha \beta }\right].}
Снижение индексов и использование того, что {\displaystyle \eta ^{\mu \nu }\eta _{\mu \nu }=\delta _{\mu }^{\mu }}
{\displaystyle T_{\mu }^{\mu }={\frac {1}{4\pi }}\left[F^{\mu \alpha }F_{\mu \alpha }-\delta _{\mu }^{\mu }{\frac {1}{4}}F^{\alpha \beta }F_{\alpha \beta }\right].}
Затем, используя {\displaystyle \delta _{\mu }^{\mu }=4},
{\displaystyle T_{\mu }^{\mu }={\frac {1}{4\pi }}\left[F^{\mu \alpha }F_{\mu \alpha }-F^{\alpha \beta }F_{\alpha \beta }\right].}
Обратите внимание, что в первом выражении μ, α и просто фиктивные индексы, поэтому мы переименовываем их в α и β, соответственно.
{\displaystyle T_{\alpha }^{\alpha }={\frac {1}{4\pi }}\left[F^{\alpha \beta }F_{\alpha \beta }-F^{\alpha \beta }F_{\alpha \beta }\right]=0.}■
- Плотность энергии положительно-определённая:{\displaystyle T^{00}\geq 0}

Симметрия тензора такая же, как у общего тензора энергии-импульса в общей теории относительности. След тензора энергии-импульса есть скаляр Лоренца; электромагнитное поле (и, в частности, электромагнитные волны) не имеет лоренц-инвариантной энергетической шкалы, поэтому его тензор энергии-импульса должен иметь исчезающий след. Эта бесследность в конечном счёте связана с безмассовостью фотона . 

## Законы сохранения
Электромагнитный тензор энергии-импульса позволяет компактно записать законы сохранения линейного количества движения и энергии в электромагнетизме. Дивергенция тензора энергии-импульса:
{\displaystyle \partial _{\nu }T^{\mu \nu }+\eta ^{\mu \rho }\,f_{\rho }=0,}
где {\displaystyle f_{\rho }} - (4D) сила Лоренца на единицу объема вещества .
Это уравнение эквивалентно следующим трёхмерным законам сохранения
{\displaystyle {\begin{aligned}{\frac {\partial u_{\mathrm {em} }}{\partial t}}+\mathbf {\nabla } \cdot \mathbf {S} +\mathbf {J} \cdot \mathbf {E} &=0,\\{\frac {\partial \mathbf {p} _{\mathrm {em} }}{\partial t}}-\mathbf {\nabla } \cdot \sigma +\rho \mathbf {E} +\mathbf {J} \times \mathbf {B} &=0\ \Leftrightarrow \ \epsilon _{0}\mu _{0}{\frac {\partial \mathbf {S} }{\partial t}}-\nabla \cdot \mathbf {\sigma } +\mathbf {f} =0,\end{aligned}}}
соответственно, описывая поток плотности электромагнитной энергии
{\displaystyle u_{\mathrm {em} }={\frac {\epsilon _{0}}{2}}E^{2}+{\frac {1}{2\mu _{0}}}B^{2}\,}
и плотность электромагнитного импульса
{\displaystyle \mathbf {p} _{\mathrm {em} }={\mathbf {S}  \over {c^{2}}},}
где J — плотность электрического тока, ρ — плотность электрического заряда, {\displaystyle \mathbf {f} } - плотность силы Лоренца.